# Arthème Dutilly
Padre Arthème Antoine Dutilly ( 22 de noviembre de 1896 - 31 de enero de 1973 fue un religioso, botánico, pteridólogo, zoólogo canadiense. Desarrolló intensas actividades científicas en el "Departamento de Biología" del Instituto Ártico, en la Universidad Católica de América, Washington.

## Algunas publicaciones
- 1944. An inexhaustible source of linguistic knowledge. Ed. Am. Philosophical Soc. 4 pp.
- 1946. A list of insects of the Mackenzie river basin. Volumen 2 de Collected reprints from the Department of Biology. 10 pp.
- 1963. Botanical exploration: down the Swampy bay, the kaniapiskau and the koksoak rivers to Fort Chino, Ungawabay, Canada. 2 pp.
- 1964. Hemi-arctic and sub-arctic vegetation along the Romaine river. 3 pp.

### Libros
- 1936. Le "Pie XI" des Esquimaux. Ed. Impr. Provinciale in Québec. 190 pp.
- William Campbell Steere, Arthème A. Dutilly, Maximilian George Duman. 1941. Bryophyta of Canadian Arctic: collection of Father Arthème Dutilly .... 25 pp.
- 1945. Bibliography of bibliographies on the Arctic. N.º 1 de Publication, Arctic Institute of North America. Ed. Catholic university of America. 47 pp.
- 1949. A bibliography of reindeer, caribou and musk-ox: Contract W44-109-qm-1297. N.º 129 de Report, United States Army. Ed. Department of the Army. 462 pp.
- 1950. A bibliography on the relation of mosquitoes to vegetation in the Eurasian arctic and subarctic. N.º 162 de Report United States. Army. Quartermaster Corps. Military Planning Division. Environmental Protection Section. 108 pp.
- Arthème Dutilly, Ernest Lepage. 1951. Traversée de l'ungava en 1945. Contribution (Catholic University of America. Arctic Institute). 130 pp.
- Arthème Dutilly, Ernest Lepage. 1954. Contribution a la flore du versant occidental de la baie James, Ontario. Contribution, Catholic University of America Arctic Institute. 144 pp.
- Arthème Antoine Dutilly, Ernest Lepage, Maximilian Duman. 1958. Contribution à la flore des îles (T.N.O.) et du versant oriental (Qué.) de la Baie James. Contribution (Catholic University of America). 199 pp.
- Arthème Antoine Dutilly, Ernest Lepage, Maximilian Duman. 1959. A collection of plants from Winisk, Ontario. Volumen 6 de Collected reprints from the Department of Biology. 218 pp.

## Honores
Recibe un doctorado honorario de su alma máter: la "Acadia University".
- La abreviatura «Dutilly» se emplea para indicar a Arthème Dutilly como autoridad en la descripción y clasificación científica de los vegetales.[3]